# Amber Run
Amber Run  est un groupe britannique d'indie rock originaire de Nottingham, composé de Joshua "Joe" Keogh, Tom Sperring et Henry Wyeth. Initialement appelé Amber, ils changent ensuite leur nom pour éviter tout conflit avec la chanteuse allemande de dance-pop du même nom.

## Carrière

### Formation
Joshua Keogh, Tom Sperring et Will Jones sont à l'origine camarades de classe à la  Dr Challoner's Grammar School de Buckinghamshire où ils jouent dans un groupe de rock alternatif. Felix Archer étant originaire de la même région et Wyeth du Kent, ils se sont rencontrés alors qu'ils étudiaient à l'Université de Nottingham. Ils étudient pour obtenir des diplômes en sciences humaines et en droit, mais abandonnent leurs études en deuxième année pour se concentrer sur le groupe. Keogh se produit d'abord sous son nom et commence à avoir " un peu d'élan, [alors] nous nous sommes installés et avons composé un jour et il y avait quelque chose entre nous. C'était tellement mieux que ce que je faisais en solo, alors on a monté un groupe.".
Grâce au présentateur local de la BBC Dean Jackson, le groupe joue sur la scène de BBC Introducing (en) au Reading and Leeds Festivals en 2013, ce qui était alors leur quatrième concert. Leur présence attire un certain nombre de personnes d'A&R et après quelques semaines de négociations, le groupe signe avec RCA.

### 2014–2015:Noahet premier album
Le 14 février 2014, Amber Run sort son premier EP intitulé Noah qui se compose de quatre titres. Deux mois plus tard, après avoir fait la première partie de Kodaline lors de leur tournée de mars 2014, le groupe sort son deuxième EP intitulé Spark le 18 avril 2014. Leur troisième EP, intitulé Pilot, sort le 19 septembre 2014.
En mars 2014, le groupe annonce avoir enregistré son premier album tout au long des mois de janvier et février 2014 avec Mike Crossey (en) et Sam Winfield, "qui est à bien des égards le sixième membre de notre groupe".
En juillet et août 2014, le groupe publie des vidéos pour le single I Found et Pilot, qui constituent une duologie. S'adressant au magazine LeftLion en décembre 2014, ils expliquent : "Nous discutions déjà de ce que nous allions en faire [I Found] ; ce n'est pas une chanson qui scande "single" mais nous voulions la sortir sous une forme ou une autre. La sortir avec "Pilot" semblait être une bonne méthode pour attirer l'attention sur l'ensemble de l'EP, et faire quelque chose de créatif avec les vidéos est un peu plus intéressant. Lier les vidéos vous donne plus de possibilités... [de] développer l'intrigue au-delà de trois minutes et demie".
Le 1er décembre 2014, Amber Run annonce son nouveau single Just My Soul Responding. En ce qui concerne leur premier album, le chanteur Joshua Keogh déclare que "l'album est terminé et nous l'avons signé. Il s'agit maintenant de décider du meilleur moment pour le sortir".
Leur premier album, 5am sort le 20 avril 2015. Felix Archer quitte le groupe au début de l'année 2016.

### 2016 à aujourd’hui:For a Moment, I Was LostetThe Assembly
En 2016, le groupe sort Stranger comme premier single de son deuxième album, For a Moment, I Was Lost. Un deuxième single intitulé Perfect sort en février 2017. L'album est sorti numériquement le 10 février, avec une sortie physique le 17 mars. Par la suite, le groupe sort deux singles, nommés The Weight et Heaven is a Place respectivement le 16 mars 2018 et le 13 avril 2018. Le 11 mai 2018, The Assembly sort sous la forme d'un EP, qui contient les deux singles précédemment cités et un autre, intitulé Amen. Une autre interprétation d'Amen a été publiée dans le cadre de l'EP, qui met en avant la chorale London Contemporary Voices.

## Membres
- Joshua Keogh – chant, guitare
- Tom Sperring – guitare basse
- Henry Wyeth – claviers

## Ancien Membres
- Will Jones - guitare
- Felix Archer - batterie

## Discographie

### Albums
- 2015 : 5am
- 2017 : For a Moment, I Was Lost
- 2019 : Philophobia
- 2023 : How to Be Human

### Eps
- 2014 : Noah
- 2014 : Spark
- 2014 : Pilot
- 2017 : Acoustic EP
- 2018 : The Assembly
- 2021 : The Search (Act I)
- 2022 : The Search (Act II)

### Singles
- 2013 : Noah
- 2013 : Heaven
- 2014 : Spark
- 2014 : I FOUND
- 2015 : Just My Soul Responding
- 2016 : Stranger
- 2016 : No Answers
- 2016 : Haze
- 2017 : Fickle Game
- 2017 : Perfect
- 2018 : Carousel
- 2018 : The Weight
- 2018 : Heaven is a Place
- 2019 : Affection
- 2019 : Neon Circus
- 2019 : The Darkness Has a Voice
- 2019 : What Could Be as Lonely as Love
- 2021 : The Night WE Met
- 2022 : Cradle
- 2022 : Funeral